# Pedro Madrid
Pedro Madrid Gómez (Tresabuela, Cantabria, 1923-1997) fue un rabelista (o tañedor de rabel) y constructor de rabeles, que recuperó, en gran parte, la tradición de este instrumento y realizó innovaciones notorias en el mismo.
Fue principalmente reconocido en la última etapa de su vida, como profesor de rabel, en la Escuela de Folklore de Torrelavega donde hizo recuperar la tradición casi perdida de este instrumento musical, propio de Cantabria.

## Biografía
Nacido en el valle de Polaciones, alternó la guarda del ganado con la recuperación de las tradiciones comarcales hasta que, jubilado de sus tareas ganaderas, se convirtió en profesor de la Escuela de Folklore de Torrelavega. Gracias a él el rabel pasó a ser un instrumento clásico más que rural.
Pedro Madrid era un virtuoso de este instrumento. El rabel merece especial atención por su origen antiquísimo y elemental, pese a lo cual sabía extraer de él sentidas melodías.
Pedro Madrid era admirado y querido por cuantos le conocieron. Fue profesor de la Escuela de Folklore de Torrelavega hasta su fallecimiento. Acudía a sus clases caminando con sus rabeles al hombro desde el pueblo de Ganzo, donde vivía. Por su gran labor, aún hoy en día se le realizan homenajes de recuerdo y afecto. Desde 1999 se celebra en la ciudad de Torrelavega un certamen de rabel en su homenaje. Y es gracias a sus iniciativas y a su influencia, que ha sido posible luchar contra la fatídica premonición que tenía: Lo malo es que quedamos tan pocos tocando este instrumento que esto se terminará perdiendo. Actualmente se ha extendido notablemente esta tradición por toda Cantabria y parte de Asturias, siendo incluido el rabel en numerosos grupos de folk actuales.
Destaca su participación en la banda sonora de Los santos inocentes.
En su faceta de escritor podemos destacar varios relatos como "La Cotera de Tresabuela", “La matanza del cochino en el Valle de Polaciones”, en 1980; “Recuerdos de mi Valle, Polaciones”, 1986; “Los Carnavales del Valle de Polaciones”; Estampas de mi Valle”, en 1990, con prólogo de Emilio de Mier; “Las bodas”, “Las Romerías”, “Los Carreteros”, “Historias de los osos”, “El duro invierno” . . .
En palabras de Rivera, director de la Escuela de Folklore de Torrelavega: se pretende mantener el recuerdo «de un hombre que luchó y trabajó toda su vida porque la tradición del rabel se arraigase en la comarca de Torrelavega».
Falleció el 23 de diciembre de 1997 a los 74 años de edad.

## Innovaciones en el rabel
Hábil artesano, construyó 498 rabeles con madera que él mismo buscaba en los montes. Conocedor como pocos del humilde instrumento, introdujo la innovación de agregar una tercera cuerda a las tradicionales dos de los rabeles antiguos. De joven añadió esta tercera cuerda, ya que lo que tocaba solo con dos lo veía limitado y él, en su afán de interpretar cualquier canción o son que llegaba a sus oídos, notaba que le era necesaria esa cuerda extra. Asimismo inició el empleo de cuerdas con mejor sonoridad, como las del violín, dándole con ello un sonido más limpio.

## Carrera artística
Su arte supo enseñarlo y transmitirlo a gran cantidad de alumnos. Como le describe Nieves Bolado para El Diario Montañés, Pedro Madrid fue más que un aplaudido intérprete de música popular tocando su instrumento de carácter pastoril. Su popularidad como rabelista traspasó el ámbito folclorista cántabro.
El prestigioso director cinematográfico Mario Camus le propuso poner música a la película Los santos inocentes. Camus le mandó una cinta con la banda original de la película interpretada al piano. Pedro Madrid se aprendió de memoria la melodía, pero al final no figuró su arte en la película. Nunca la pieza de Pedro fue puesta en la cinta.
En 1995 grabó junto a esposa, Mercedes Miguel, la canción "Por el Puente de Carriedo" para el disco el Milagro de San Ché, del grupo de folk cántabro La Humera.
En su madurez, su afición por la escritura le llevó a escribir varias obras del género del costumbrismo-realismo. Salvador García Castañeda bajo el título “La Cotera de Tresabuela” escribió sobre el rabelista:

«Pedro Madrid es uno de los pocos escritores de costumbres que han salido del pueblo, un autodidacta que escribe impulsado por su sensibilidad y por sus recuerdos. Lo mismo que Manuel Llano no forma parte de escuelas ni sigue el magisterio de nadie. Sus narraciones tienen el valor extraordinario del testimonio, pues todo lo que cuenta no fue solamente visto sino vivido día a día por él. Al cabo de los años Pedro Madrid rememora experiencias vividas para salvar del olvido costumbres, maneras de vivir y de pensar ya idas. Sus escritos son un legado para quienes pertenecen a generaciones nuevas pues también él, como es achaque de costumbristas, siente nostalgia de la niñez y de la juventud y angustia por el paso inexorable del tiempo que todo lo borra. "La Cotera de Tresabuela" es una narración que evoca con melancolía unos modos de vivir y una cultura ya desaparecidos.»

En 1998 pablica la consejería de Cultura del Gobierno de Cántabro "El Rabel y mis Experiencias" un libro en el que Pedro enseña a fabricar un rabel, además de publicar alguna copla.
En junio de 2001, Gráficas Imgraft publicó el libro "Carácter Montañés", una recopilación de relatos, trovas y anécdotas de Pedro Madrid, el trovador Masio el de la Hayuela y el periodista Antonio Bartolomé. En el libro están recogidos, íntegramente, textos de los citados autores publicados en las décadas de los años 80 y 90, que ya estaban totalmente agotados.
Se puede ver ejecutando su jota en el DVD de Música Tradicional "Cambalúa Polas Tradiciones" producido por Cantabria Auténtica en 2008.